# Renwick Williams
Le monstre de Londres (London Monster)

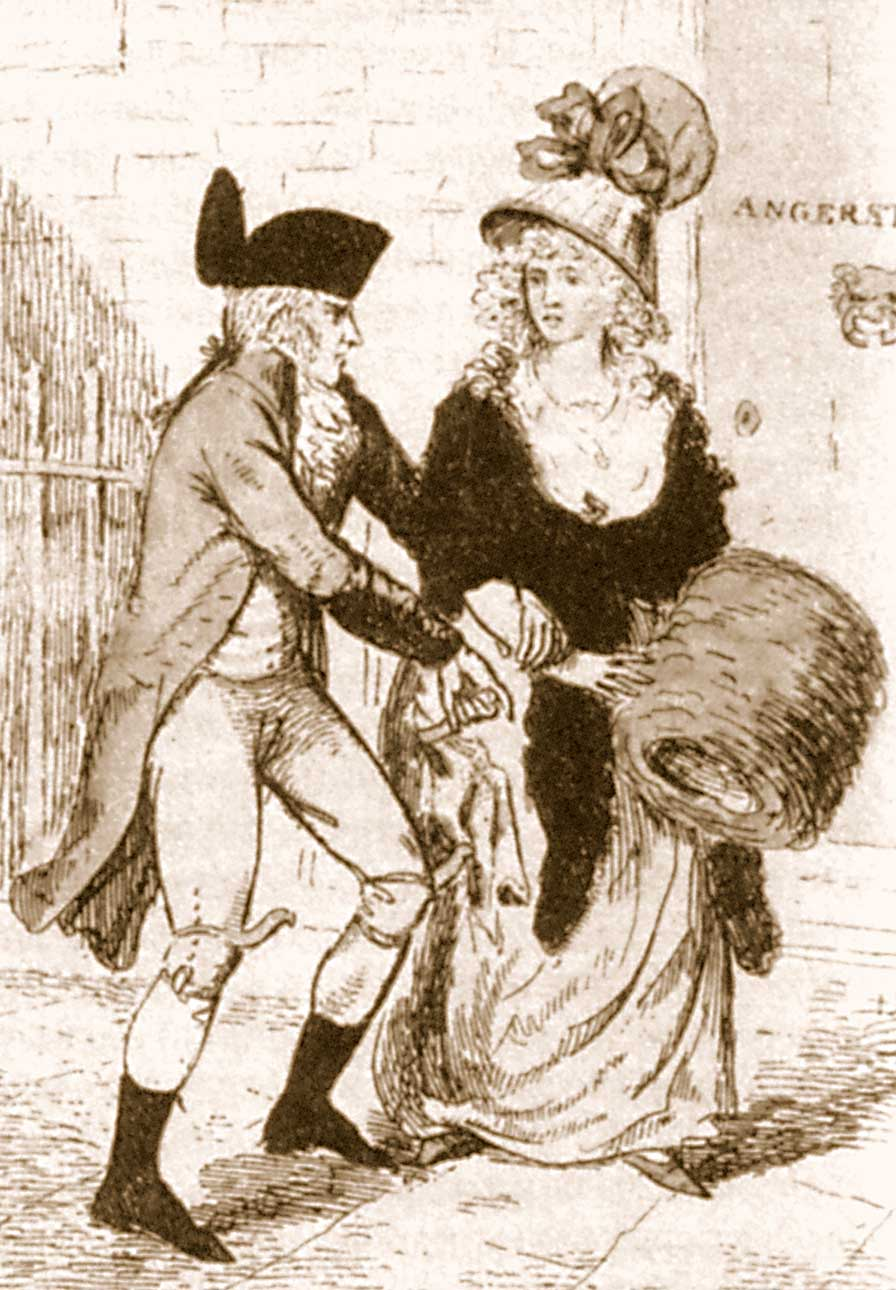
Illustration d'Isaac Cruikshanks représentant Renwick Williams, alias le Monstre de Londres attaquant une femme.

Renwick Williams, également connu sous son surnom de London Monster (« Le Monstre de Londres »), est un criminel, fleuriste de profession, reconnu coupable d'avoir poignardé plusieurs femmes dans divers endroits de la capitale britannique.

## Mode opératoire et arrestation
Renwick Williams, un fabricant gallois de fleurs artificielles , fut arrêté en juin 1790 à la suite de diverses agressions (perpétrées entre mars 1788 et janvier 1790), puis jugé à deux reprises et envoyé à la prison de Newgate pour six ans. 
Le mode opératoire du « Monstre » consistait à insulter les femmes par des propos obscènes et suggestifs, puis à les attaquer au couteau, en découpant leurs vêtements et leur infligeant des blessures aux fesses, aux cuisses ou à la poitrine. Ses attaques se déroulèrent près de la cité de Westminster autour de St James's Park entre 1788 et 1790.

## Couverture médiatique

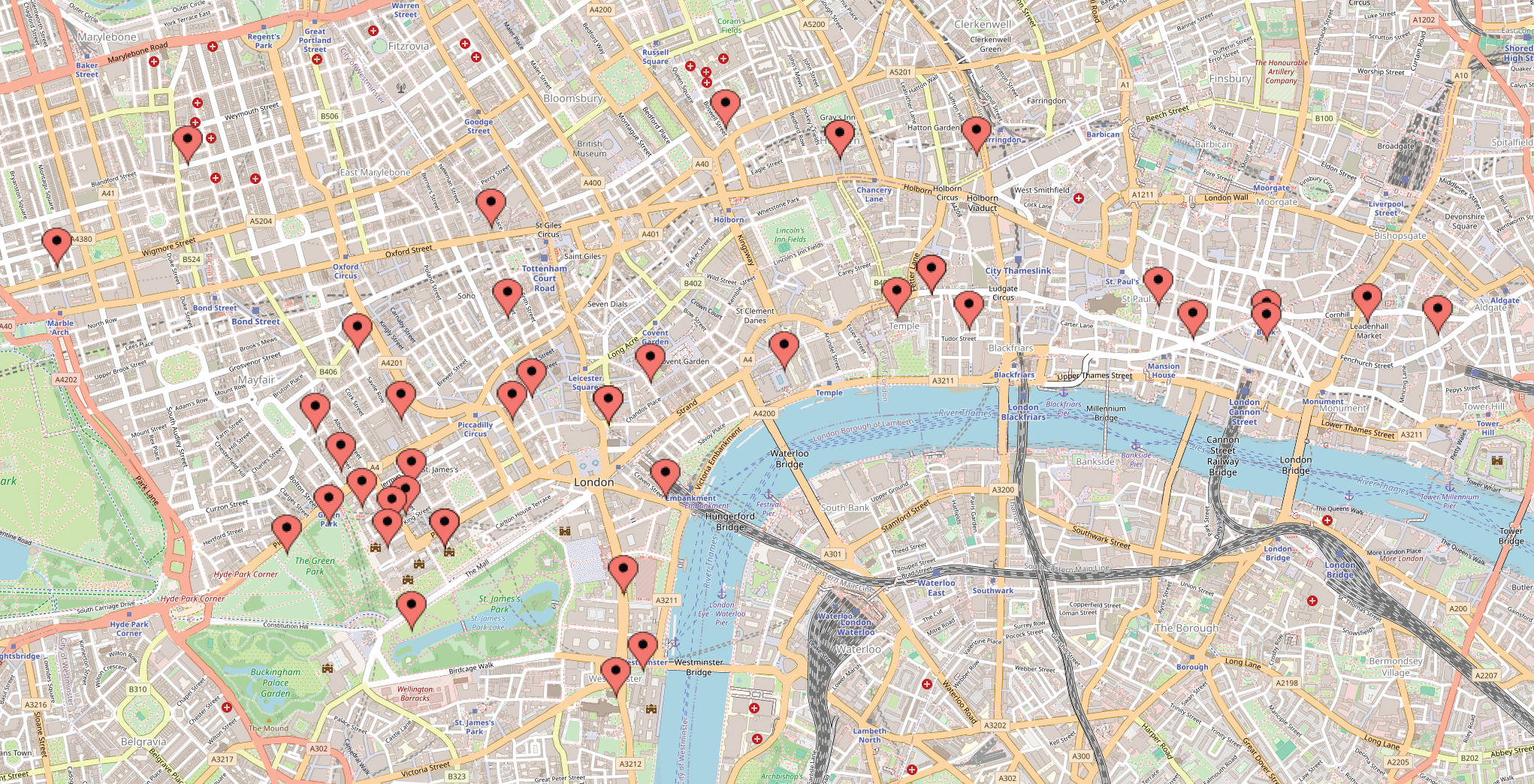
Carte indiquant les lieux londoniens des principales attaques effectuées par Renwick Williams

Dés 1788, presse londonienne s'empara de l'affaire de celui qui fut très vite surnommé le « London Monster ». Des articles retracèrent chaque incident de façon sensationnelle avec des détails sanglants, créant ainsi un certain climat d'anxiété. Des groupes d'autodéfense furent créés pour sillonner les rues de Londres à la recherche du Monstre. La panique collective devint si intense que des affiches satiriques furent publiées afin de tourner en dérision ce climat qualifié d'hystérie. Les attaques continuèrent pendant des mois avant que les « coureurs de Bow Street (Bow Street Runners) », premières forces de police professionnelles de Londres, ne procèdent finalement à une arrestation en 1790. 
Cette agitation fut en grande partie créée par la presse anglaise et entretenue par un bouche à oreille très anxiogène. Des historiens actuels se demandent toujours si le monstre de Londres a réellement existé et si Renwick Williams était réellement coupable (bien que les attaques aient soudainement cessé après son arrestation),.

## Dans la culture populaire

### Affaire similaire
- Entre août et décembre 1819 à Paris, près de 400 femmes (surtout des jeunes filles ) et même quelques hommes subirent dans l’espace public des attaques physiques avec des stylets, aiguilles, poinçons ou cannes munies de dards, ce qui créa une sorte d'angoisse collective évoquant les événements de Londres survenus trente auparavant. Cette affaire ne fut jamais résolue[5].

### Bande dessinée
- La bande dessinée From Hell des auteurs britanniques Alan Moore et Eddie Campbell, sortie en dix volumes de 1991 à 1996, évoque dans son tome 2 l'affaire Renwick Williams en précisant que celle-ci eut un « grand écho dans la presse »[6].